# حارة الشرارة (المعلا)
حارة الشرارة هي إحدى حارات حي ردفان الواقع بمديرية المعلا التابعة لمحافظة عدن، بلغ تعداد سكانها 1371 نسمة حسب تعداد اليمن لعام 2004.